# EuroVelo 17
L’EuroVelo 17 (EV 17), également dénommée « Véloroute du Rhône » ou « ViaRhôna » dans sa partie française, est une véloroute EuroVelo faisant partie d’un programme d’aménagement de voie cyclable à l’échelle européenne. Longue de 1 250 km, elle relie Andermatt en Suisse à Port-Saint-Louis-du-Rhône et Sète en France.

## Itinéraire
Les principales villes traversées par pays sont :
| Pays   | Principales villes traversées (intersection avec les autres EuroVelo) |
| ------ | --------------------------------------------------------------------- |
| Suisse | Andermatt (EV5, EV15), Sion , Montreux, Lausanne, Genève              |
| France | Lyon, Valence, Avignon, (EV8 à Beaucaire), Sète (EV8)                 |